# Ōta Kijirō

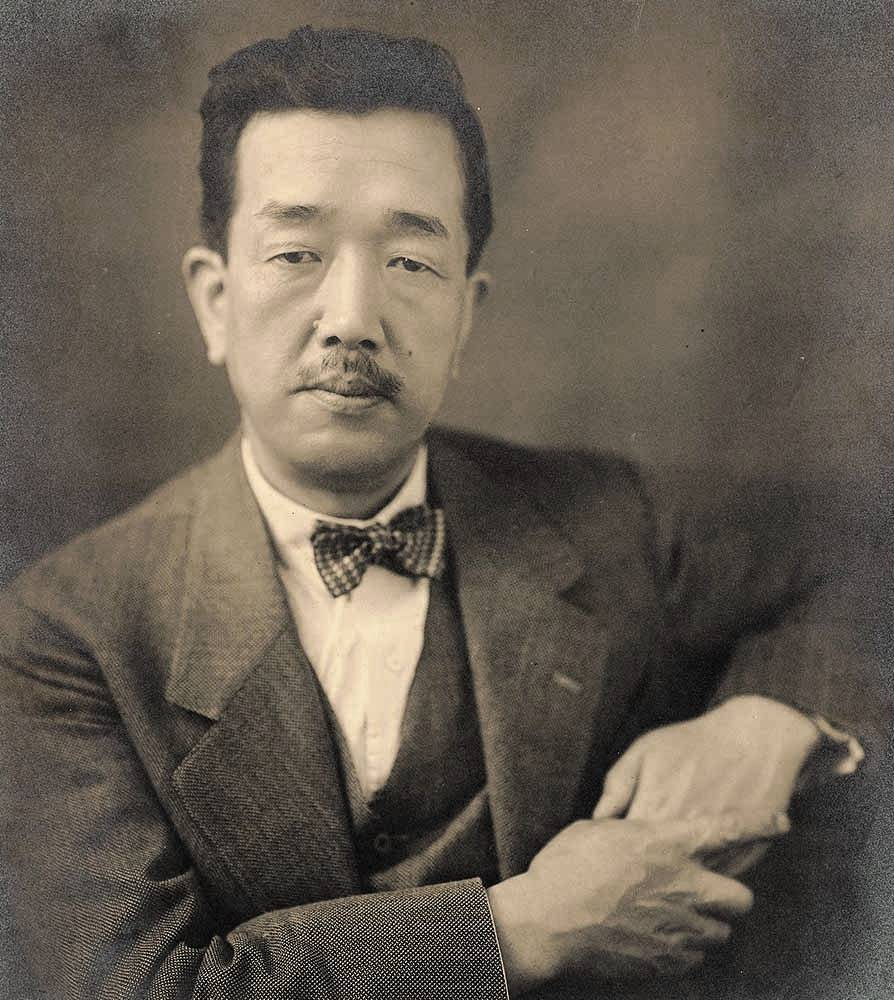
Ōta Kijirō

Ōta Kijirō (japanisch 太田 喜二郎; geb. 1. Dezember 1883 in Kioto; gest. 27. Oktober 1951) war ein japanischer Maler im Yōga-Stil der Taishō- und Shōwa-Zeit.

## Leben und Werk
Ōta war Sohn eines Kaufmanns. Er studierte unter Kuroda Seiki an der „Kunsthochschule Tokio“ (Vorläufereinrichtung der Tōkyō Geijutsu Daigaku) und besuchte zugleich die Vorläufereinrichtung der Fremdsprachen-Universität Tokyo, wo er Englisch und Französisch lernte.
Nach dem Abschluss seiner Ausbildung 1908 ging er nach Belgien. Dort bildete er sich weiter an der  Koninklijke Academie voor Schone Kunsten unter Emile Claus, von dem er die pointilistische Malweise übernahm.
Zurück in Japan 1913 wurde er Mitglied in der im Jahr zuvor gegründeten Künstlervereinigung Kōfū-kai (光風会). Er stellte 1914 der jährlichen staatlichen Kunstausstellung „Bunten“ (文展) aus und erhielt einen 2. Preis. Auch im folgenden Jahr wurde er mit einem 2. Preis ausgezeichnet. 1919 wurde er Jury-Mitglied für die staatliche „Teiten“ (帝展), Nachfolgerin der Bunten. Seit dieser Zeit malte er ländliche Szenen in der Umgebung von Kioto.
1936 eröffnete Ōta eine Kunstschule unter dem Namen Murasakino yōga kenkyūjo (紫野洋画研究所), und im folgenden Jahr wurde er führendes Mitglied der Künstlervereinigung Kahō-kai (華畝会). 1947 wurde Ōta Professor an der Städtischen Kunsthochschule Kioto (京都市立美術専門学校 Kyōto shiritsu bijutsu semmon gakkō), schied 1950 aus und starb 1951 unerwartet nach einem Schlaganfall.
Im Jahr 2012 gab die japanische Post innerhalb der Serie „60 Jahre Nationalmuseum für moderne Kunst Tokio und 50 Jahre  Nationalmuseum für moderne Kunst Kyōto“ eine 80-Yan Briefmarke heraus, die das Gemälde Ōtas mit dem Titel „Am Fenster lesend“ (窓辺読書 Madogiwa dokusho) zeigt.

## Bilder

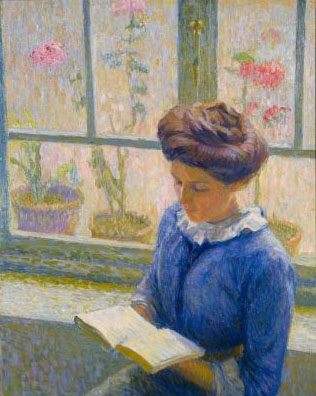
Am Fenster lesend, 1908/1913
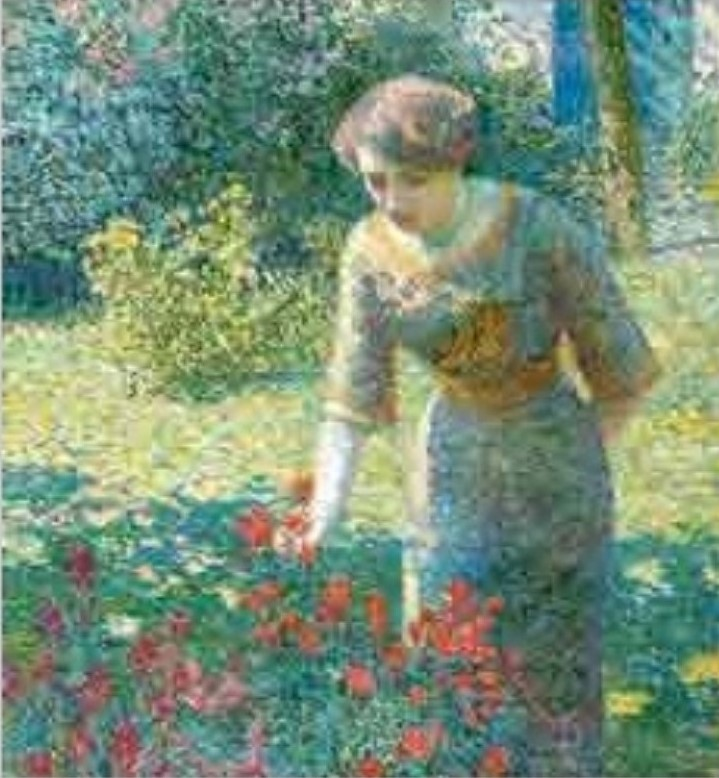
Frau im Garten, 1908/1913
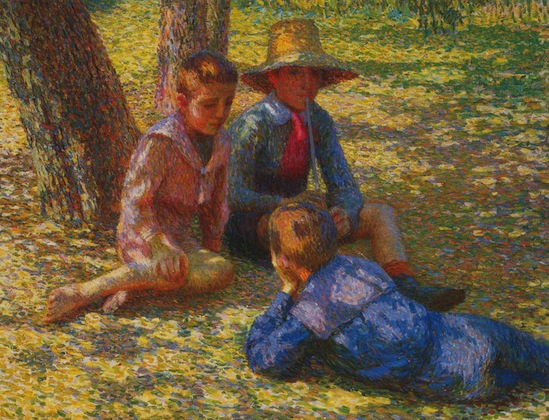
Ausruhende Kinder, 1908/1913
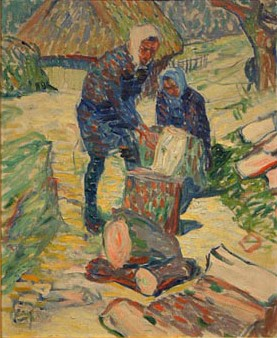
Holzhacken
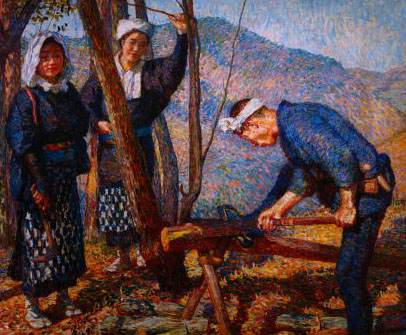
Holzfäller
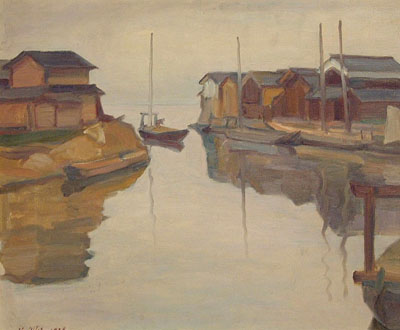
Hakone Hafen, 1926